# میشلین ژوبرت
میشلین ژوبرت (انگلیسی: Micheline Joubert؛ زادهٔ ۱۸ ژوئن ۱۹۴۵) اسکیت‌باز نمایشی اهل فرانسه است.